# Ataque de Hamburgo de 2017
El Ataque en un supermercado de Hamburgo de 2017 fue un incidente calificado por la fiscalía alemana como un acto terrorista. El hecho tuvo lugar en el barrio Barmbek-Nord, en la ciudad de Hamburgo, Alemania el 28 de julio de 2017 alrededor de las 15:00 h. local (UTC +1) cuando un hombre irrumpió en un supermercado y apuñaló a varias personas dentro del local. El saldo fue de un muerto y seis personas heridas.
El hecho sucedió poco tiempo después de que líderes mundiales se reunieran en Hamburgo con motivo del G-20

## Ataque
El atentado se inició cuando un hombre de origen emiratí entró al supermercado Tedi localizado en el barrio Barmbek-Nord, en la ciudad alemana de Hamburgo y empezó a atacar con un cuchillo a varias personas que se encontraban dentro del local al grito de «Al·lahu-àkbar» («Alá es Grande») al momento de actuar. En el acto, una persona murió mientras que otras seis resultaron heridas.
Cuando el atacante había actuado, este salió del lugar e intentó huir pero fue perseguido por un grupo de alrededor de diez personas lo que hizo que a la policía se le facilitara su captura.

## Perpetrador
El terrorista fue identificado como Ahmad A. originario de los Emiratos Árabes Unidos con 26 años de edad. Según investigaciones previas al incidente, el hombre consumía contenido yihadista del grupo Estado Islámico en internet.

## Investigaciones
Al principio, se creyó que el incidente era un robo pero conforme avanzaban las investigaciones acerca del atacante apuntaron a que se trató de un atentado terrorista. Según estas investigaciones, el hombre había empezado a consumir contenido terrorista de ISIS alrededor del año 2014. Más adelante en prisión, el yihadista confesó que quería atentar en forma de vehículo-ariete con un camión que pretendía robar.

## Consecuencias
A raíz del hecho, las alertas terroristas se encendieron en toda Alemania lo que hizo que la seguridad se reforzara en lugares de alta afluencia y otros específicos con el objetivo de impedir más actos similares. 
Además, Hamburgo ya se encontraba en alerta antiterrorista desde diciembre de 2016 cuando un camión embistió a numerosas personas en un mercado navideño de Berlín.